# 快天山古墳
快天山古墳（かいてんやまこふん）は、香川県丸亀市綾歌町栗熊東・富熊にある古墳。形状は前方後円墳。国の史跡に指定されている。
香川県では第2位、四国地方では第3位の規模の古墳で、4世紀中葉（古墳時代前期後半）頃の築造と推定される。

## 概要
香川県中央部、丸亀市南東部の横山山系から南に伸びる尾根の先端部に築造された大型前方後円墳である。後円部墳頂には江戸時代の円福寺僧侶の快天・快山・宥雅の墓（無縫塔）が残り、「快天山」の小山名・古墳名はこれに由来する。調査は1950年（昭和25年）に地元中学生による露出石棺の発見とそれに伴う発掘調査がなされたのを契機とし、その後数次の発掘調査が実施されている。
墳形は前方後円形で、前方部を北方向に向ける。墳丘は、後円部では3段以上の築成で、前方部では3段築成。墳丘長は98.8メートルを測るが、これは香川県では富田茶臼山古墳（さぬき市大川町富田中、139メートル）に次ぐ第2位、四国地方では第3位の規模になる。墳丘表面では葺石のほか円筒埴輪列が検出されている。墳丘周囲に周溝は認められていない。埋葬施設は3基からなり、竪穴式石槨2基・竪穴式粘土槨1基がいずれも後円部に設けられている。いずれも内部に刳抜式割竹形石棺（刳抜式石棺としては全国で最古式）が据えられ、棺内外からは人骨のほか多数の副葬品が検出されている。
この快天山古墳は、古墳時代前期後半の4世紀中葉頃の築造と推定される。築造当時としては四国地方で最大規模で、主丘（円部）の大きさはそれまでの直径30-40メートル程度（高松茶臼山古墳・猫塚古墳）から直径60メートル程度へと大きく飛躍を見せており、以後も大型前方後円墳の築造は三谷石舟古墳・富田茶臼山古墳へと継承される。快天山古墳自体としては、「讃岐型前方後円墳」と呼ばれる讃岐地域独特の特徴と畿内首長墓の特徴を併せ持つほか、本古墳を契機とする刳抜式石棺の使用が以後は讃岐を中心に畿内・吉備まで広がることから、畿内との政治関係を表す古墳として注目されている。
古墳域は2004年（平成16年）に国の史跡に指定されている。

## 遺跡歴
- 1950年度（昭和25年度）、埋葬施設の調査（香川県教育委員会）[2]。
- 1951年度（昭和26年度）、埋葬施設の調査（梅原末治ら京都大学文学部考古学研究室、2002年に報告書刊行）[2][8]。
- 1999年（平成11年）2月5日、旧綾歌町指定史跡に指定[9]。
- 2001-2003年度（平成13-15年度）、墳丘の確認調査（測量調査（第0次調査）および第1次-第7次調査：いずれも旧綾歌町教育委員会、2004年に報告書刊行）[2][5]。
- 2004年（平成16年）9月30日、国の史跡に指定[7]。
- 2017年度（平成29年度）、史跡整備に向けた発掘調査（丸亀市教育委員会）[10]。

## 墳丘
墳丘の規模は次の通り。
- 墳丘長：98.8メートル
- 後円部 - 3段以上の築成。
  - 長径（南北方向）：68.0メートル
  - 短径（東西方向）：63.5メートル
  - 高さ：10.55メートル
- 前方部 - 3段築成。
  - 長さ：35.6メートル
  - 幅：30メートル以上
  - 高さ：4.35メートル
- くびれ部
  - 幅：32.5メートル

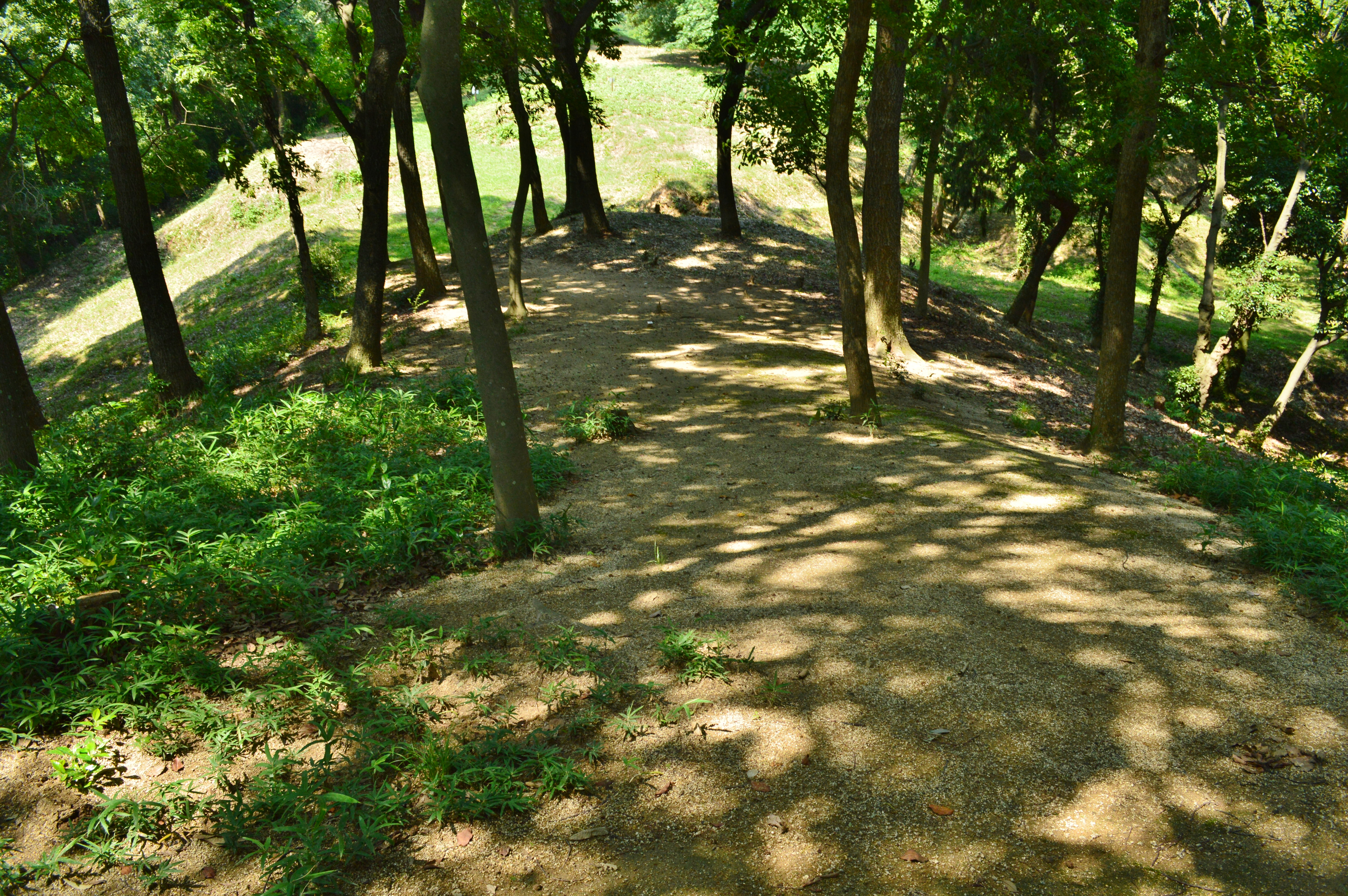
後円部から前方部を望む

墳丘の前方部は、農地開発に伴う農道整備・養鶏場設置により一部削平を受けているほか、中ほどでは切断も受けている。
墳丘は斜面上に丘陵主軸と平行に形成されており、前方部を上方とする（讃岐型前方後円墳の特徴）。そのうち前方部は地山削り出しに、後円部は地山削り出しと盛土による。また、墳丘のテラス面（幅約1.5メートル）には円筒埴輪列（部分的に壺形埴輪）が巡らされ、テラス間の斜面は葺石で覆われている。

## 埋葬施設

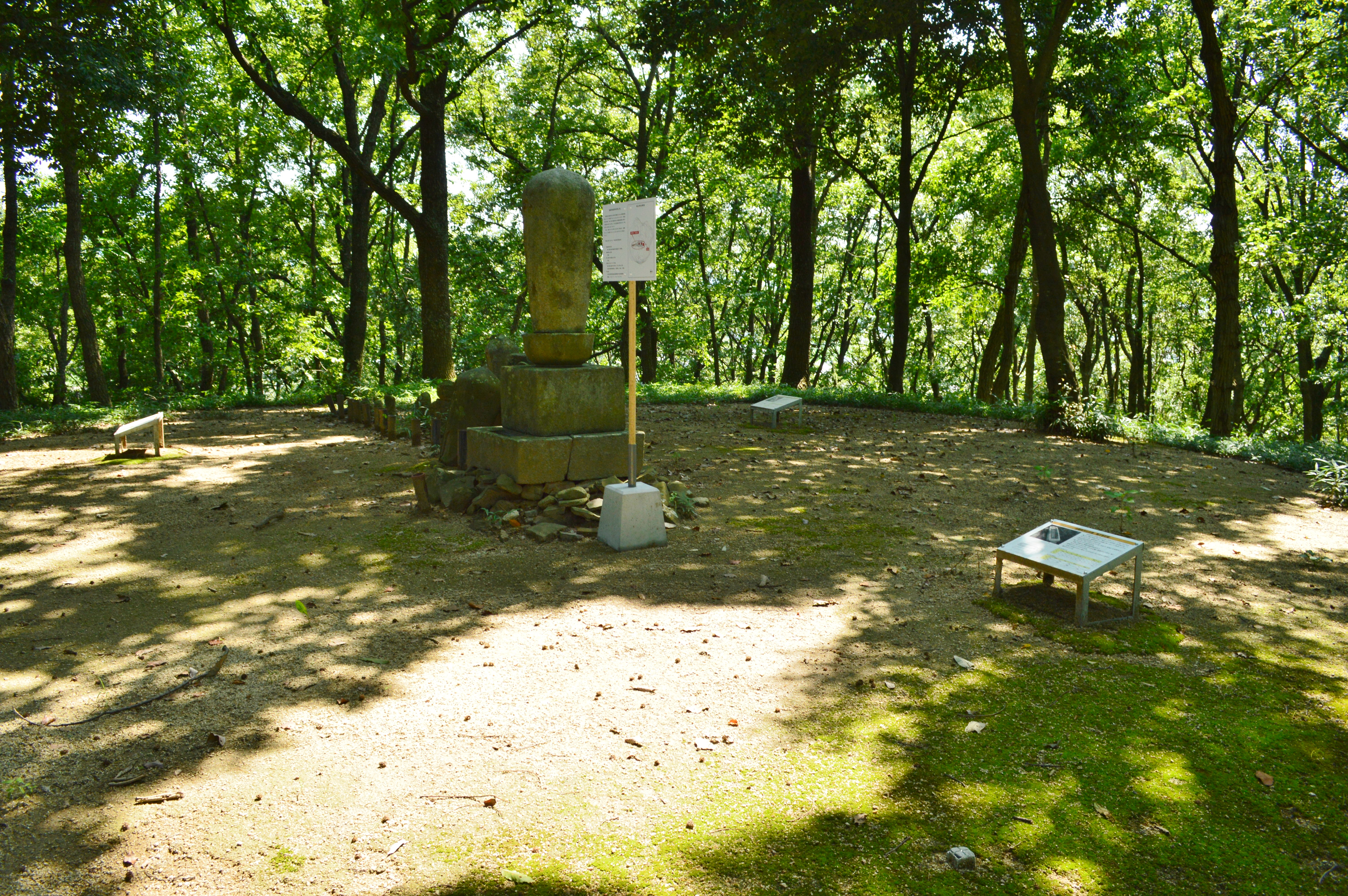
後円部墳頂右奥に第1主体、左奥に第2主体、右手前に第3主体（それぞれの位置に説明板）。中央の卵塔は江戸時代の僧快天の墓。

埋葬施設としては、後円部に次の3基が認められている。第1主体・第2主体は後円部中心点を挟んで東西対称に配置されるほか、第3主体は中心点から北寄り（前方部寄り）に配置されており、3基とも墳丘主軸と平行する。石材はいずれも高松市国分寺町鷲ノ山産の変朽安山岩。
第1主体
竪穴式石槨。石槨は平板状安山岩の積み上げによる。推定される土壙の復原規模は南北幅5.0メートル、東西幅3.8メートル。
石槨内部には刳抜式割竹形石棺を据える。石材は角閃安山岩で、石棺長は3.00メートル（身部：突起含む）。頭部には石枕を掘り出す（北頭位）。盗掘に遭っているため、調査時にはすでに棺内の埋葬品は失われていたが、棺外から多数の副葬品が検出されている。
第2主体
竪穴式石槨。石槨は平板状安山岩の積み上げによる。推定される土壙の復原規模は南北幅4.7メートル、東西幅3.5メートル。
石槨内部には刳抜式割竹形石棺を据える。石材は角閃安山岩で、石棺長は2.66メートル（蓋部：突起含む）。頭部には石枕を掘り出す（北頭位）。棺内からは多量の朱とともに人骨のほか副葬品数点が、棺外からも副葬品数点が検出されている。残存人骨によれば被葬者は女性で、30-35歳と推定される。
第3主体
竪穴式粘土槨。石棺の全面を粘土で包むことによる。推定される土壙の復原規模は南北幅3.4-3.5メートル、東西幅1.0メートル。
粘土槨内部には刳抜式割竹形石棺を据える。石棺長は2.87メートル（蓋部：突起含む）。頭部には石枕を掘り出す（北頭位）。棺内からは多量の朱とともに人骨のほか副葬品数点が、棺外からも副葬品数点が検出されている。残存人骨によれば被葬者は男性で、27-28歳と推定される。
石棺3基の製作は、第2主体→第1主体→第3主体の順と推定される。これらの刳抜式石棺は刳抜式木棺に代わるものとして採用されたもので、採用古墳としては全国で最古期に位置づけられる。また快天山古墳石棺と同形態の石棺として、石材は異なる（火山石）が赤山古墳（さぬき市）の石棺が知られる。
石材に用いられている鷲ノ山産の変朽安山岩については、『播磨国風土記』賀古郡大国里条（印南郡大国里条）に息長帯日女命（神功皇后）が帯中日子命（仲哀天皇）の埋葬の際に「讃伎国羽若石（= 羽床石か）」を求めたとする伝承が見られ、畿内との関係が注目される。
なお、前方部先端部には組合式箱式石棺が4基以上存在したとされ、その石棺からは珠文鏡も出土したというが、その石棺等は上述の農地開発に伴い失われ現在は詳らかでない。

## 出土品
これまでの調査で検出された主な出土品は次の通り。
|      | 第1主体                                                                                             | 第2主体              | 第3主体                                | その他                       |
| ---- | --------------------------------------------------------------------------------------------------- | -------------------- | -------------------------------------- | ---------------------------- |
| 棺内 | なし                                                                                                | 人骨 鏡片 2 鉄刀子 2 | 人骨 鏡 1 鉄剣 1                       | 円筒埴輪 壺形埴輪 鳥形土製品 |
| 棺外 | 鏡 2 管玉 4 勾玉 1 小玉 1 石釧 2 鉄剣 4 鉄刀片 3 鉄鏃 30 鉄刀子 3 鉄鑿 2 鉄斧 2 鉄? 1 鉄鍬 1 鉄鎌 1 | 管玉 2 鉄剣 3 鉄斧 1 | 鏡片 2 鉄矛 1 鉄鏃 1 鉄鎌 1 土師器壺 1 | 円筒埴輪 壺形埴輪 鳥形土製品 |

第1主体の棺外出土鏡片は獣文縁方格規矩四神鏡で、直径18.5センチメートル。十二支の文字、「長宜子孫」の文字を有し、中国後漢盛期の作とされる。
第2主体の棺内出土鏡片は内行花文鏡で、推定される復原直径は12センチメートル。第3主体の棺内出土鏡（完形品）も内行花文鏡で、直径9センチメートル。第3主体の棺外出土鏡片も仿製の内行花文鏡と推測され、直径12センチメートル。

## 文化財

### 国の史跡
- 快天山古墳 - 史跡指定範囲は16,355平方メートル[2]。2004年（平成16年）9月30日指定[7]。

## 現地情報
所在地
- 香川県丸亀市綾歌町栗熊東字若狭・富熊字畑田

交通アクセス
- 鉄道：高松琴平電気鉄道（ことでん）琴平線 栗熊駅